# أمسية مع إلمور وجويندولين بوتس، الجيران المجاورون

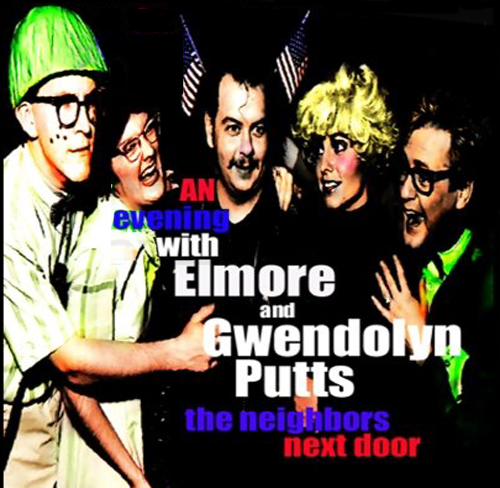
فريق مسرح نيو إيدج فودفيل

أمسية مع إلمور وجويندولين بوتس، الجيران المجاورون هي مسرحية أمريكية هزليّة ألفها ريتشارد أودونيل، وأخرجتها إيمي ماكنزي، وأداها فريق مسرح نيو إيدج فودفيل في شيكاغو.

## التاريخ
عرضت المسرحية لأول مرة في كباريه الكوميديا في ميناء بايليز، ويسكونسن (صيف 1985) من قبل فريق مسرح نيو إيدج فودفيل، أُعيد افتتاح«أمسية مع إلمور وجويندولين بوتس، الجيران المجاورون» رسمياً في  كباريه" CrossCurrents" في المسرح الموجود في الطابق العلوي، رقم 3206. شارع ويلتون في مدينة شيكاغو، في 31 أكتوبر 1986. واحتوى على أكثر من 200 عرض مسرحي.

## الإنتاج
أدى«أمسية مع إلمور وجويندولين بوتس، الجيران المجاورون»  فريق مسرحي من شركة نيو إيدج فودفيل واعضاء جمعية حقوق الممثلين وقد تم الإشراف على تصميم الإنتاج من قبل بيتر نيفيل وهو عضو في شركة NAV للإنتاج، فيما اخرجتها وانتجتها ايمي ماكنزي.
وبسبب حمل إيمي ماكنزي، والتي ظهرت في العرض الأول بدور باميلا، تم استبدالها بممثلة شيكاغو كارولين شليس.
«وهذه الأمسية تتشابه مع الرسوم الكرتونية لتشارلز آدامز....».  تعرض  «أمسية مع إلمور وجويندولين بوتس، الجيران المجاورون»، مجموعة متنوعة من الأشكال الكوميدية من التمثيل الصامت إلى التمثيليات الهزلية ومن الدعابة المسلي الخفيفة إلى السخرية السياسية، بالإضافة إلى ذلك فهي تمزج بين القواعد المسرحية لحقبة الخمسينيات مع التمثيل الساخر بطريقة ساحرة.

## ملخص المسرحية
«أمسية مع إلمور وجويندولين بوتس، الجيران المجاورون»  مسرحية كوميدية غنائية هزلية تروي ما حدث في ظهيرة إحدى الأيام مع عائلة غريبة الأطوار تسكن في إحدى الضواحي. هذه العائلة مختلة لدرجة إنهم عندما وقعوا ضحية درّاج مجنون يدعى «هلميت هيّد» احتجزهم في المنزل وكان ينوي سرقتهم، احبطت العائلة خططه وضمته ليصبح فردا منهم.

## الأدوار والممثلون
- إلمور بوتس: ريتشارد أودونيل
- جويندولين بوتس: ميجان كافانا
- كليفورد بوتس: تود إريكسون
- ميل «هلميت هيّد» فارلي: بوبي ماكجواير
- باميلا: كارولين شليس.